# Christopher L. Stone
Christopher L. Stone (26 gennaio 1952) è un compositore statunitense.
Ha composto musiche per film, serie televisive, documentari e videogiochi, tra cui: Il ritorno di Kenshiro, Walker Texas Ranger e Dragon's Lair.

## Filmografia parziale

### Cinema
- Prison, regia di Renny Harlin (1987)
- Fantasmi II (Phantasm II), regia di Don Coscarelli (1988)
- Il leggendario gatto Felix (Felix the Cat: The Movie) - film d'animazione, regia di Tibor Hernádi (1989)
- Ticks - Larve di sangue (Ticks), regia di Tony Randel (1993)
- Fantasmi III - Lord of the Dead (Phantasm III: Lord of the Dead), regia di Don Coscarelli (1994)
- Il ritorno di Kenshiro (Fist of the North Star), regia di Tony Randel (1995)
- Galaxis, regia di William Mesa (1995)
- The Stupids, regia di John Landis (1996)
- Phantasm IV: Oblivion, regia di Don Coscarelli (1998)
- Phantasm: Ravager, regia di David Hartman (2016)

### Televisione
- Insight - serie TV, 52 episodi (1977-1984)
- I misteri della laguna (Swamp Thing), - serie TV, 24 episodi (1990-1992)
- TaleSpin - serie TV d'animazione, 66 episodi (1990-1991)
- Walker Texas Ranger (Walker, Texas Ranger) - serie TV, 83 episodi (1995-2001)
- Tesoro, mi si sono ristretti i ragazzi (Honey, I Shrunk the Kids: The TV Show) - serie TV, 3 episodi (1997-1998)
- La vendetta di Logan (Logan's War: Bound of Honor) - film TV, regia di Michael Preece (1998)
- Attacco al presidente (The President's Man) - film TV, regia di Eric Norris e Michael Preece (2000)

## Videogiochi
- Dragon's Lair (1983)
- Space Ace (1983)
- Dragon's Lair II: Time Warp (1991)
- Dragon's Lair 3D: Return to the Lair (2002)